# تكلا أسقف دشنا
ألانبا تكلا أسقف أبرشية دشنا رسم اسقف في 26 مايو 1991 بيد البابا شنودة الثالث. ولد في 1 يوليو 1960 بشبرا مصر، رسم شماس في 15 أغسطس 1971 برتبة أغنسطس على يد المتنيح الأنبا ثيؤفيلس أسقف ورئيس دير السريان، حصل على بكالوريوس التجارة من جامعة عين شمس عام 1982. رسم راهبا تحت الاختبار في 9 سبتمبر 1984 ثم راهبا في 15 ديسمبر 1985 ثم راهبا قسا في 26 يناير 1987.
ناقش المجمع المقدس في 2 يونيو 2001 مشكلة أرض مساحتها 12 فداناً تسمى «العوامية» بالأقصر، كان مفترضا تقسيمها بين الإيبارشيات الأربع التي خلفت إبرشية قنا، وقتها انتدب البابا شنودة الثالث الأنبا تكلا، ليبيع الأرض وتوضع النقود في البنك، وبدأ الأنبا تكلا يبيع أرض العوامية ولكنه استخدم النقود لاشياء تخص إبرشيته، ولكن تم الطعن في البيع والتقسيم لهذه الأرض، وحدثت مشاكل للكنيسة مع المشترين تطورت إلى المحاكم، وقرر المجمع منح شهر على الأكثر يقدم فيه الأنبا تكلا كل البيانات والتوكيلات اللازمة لديه. تم استبعاد الأنبا تكلا عن كرسيه في عهد البابا شنودة الثالث في عام 2002 , وتحديد إقامتة في دير الانبا بيشوي ثم رجع الي كرسيه علي يد البابا تواضروس الثاني في عام 2013.  الانبا تكلا هو عضو من أعضاء المجمع المقدس للكنيسة القبطية الأرثوذكسية.

## كنائس الابرشية
قائمة باسماء الكنائس التابعة للأنبا تكلا أسقف دشنا في دشنا وفاو بحرى وفاو قبلي والسلامية والعديسية والرحمانية قبلى وابومناع بحرى وأبو دياب غرب والعزب المصري والقصر والصياد 
- كاتدرائية الشهيد العظيم مارجرجس - دشنا
- كنيسة السيدة العذراء مريم والقوى الأنبا موسى - فاو بحرى
- كنيسة السيدة العذراء مريم    - السلامية
- كنيسة السيدة العذراء مريم    - العديسية
- كنيسة السيدة العذراء مريم    - الرحمانية قبلى
- كنيسة رئيس الملائكة الجليل ميخائيل - ابومناع بحرى
- كنيسة الشهيد العظيم مارجرجس - الرحمانية
- كنيسة رئيس الملائكة الجليل ميخائيل - الرحمانية قبلى
- كنيسة الشهيدة العفيفة دميانة - فاو قبلي
- كنيسة القديس العظيم الأنبا شنودة رئيس المتوحدين - أبو دياب غرب
- كنيسة القديس العظيم الأنبا شنودة رئيس المتوحدين - العزب المصري
- كنيسة دير القديس العظيم الأنبا بلامون السائح - القصر والصياد

## روابط خارجية
- الْمَوْقِعُ الرَّسْمِيُّ لِمُطْرَانِيَّةِ دَشَّنَا لِلْأَقْبَاطِ الْأُرثوذكسَ
- عظات صوتية للأنبا تكلا
- العيد الثلاثون لتأسيس أبرشية دشنا